# Lipovský hrad
Lipovský hrad nazývaný i Zámčisko, Jezevčí hora nebo i Varhoška je zřícenina hradu na Šariši, v západní části okresu Prešov na Slovensku.

## Charakteristika
Zbytky někdejšího hradu se nacházejí v nadmořské výšce 618 m n. m. a nad terén se vypínají západně od obce Lipovce. Hrad je poprvé písemně doložen k roku 1262, dal ho postavit král Ondrej II. Byla to raně gotická stavba a plnil obrannou funkci. Zbourán byl koncem kuruckých válek v roce 1591.
Celý areál hradu je veřejně přístupný ale ještě nebyl předmětem archeologického výzkumu. Nevede k němu značený turistický chodník. Nejpohodlnější přístup je od státní silnice Lipovce – Lačnov, západně od Lipoviec kde je kříž a malý včelín. Dnes je tam instalována i informační tabule propagující cestovní ruch s názvem "Prešovská hradní cesta".

## Pověst o hradu
Spisovatel Ján Domasta napsal o Lipovském hradě pověst, Nerovná láska na Lipovském hradě. Výňatek z pověsti: … "Hanka ukáže do hlubiny pod cestou: tam nám bude nejlépe. Tam nás pohřběte. Dívko moje, co to říkáš ?! - Hrozí se mít. - Nemáš na to právo! Nesmíš sáhnout ani na svůj ani na chlapce život! - A na co mám právo? ... Na co? ... Líbá dítě, slzami ho kropí, slzami ho máčí. Když nás nezvou dovnitř, zůstaneme tady ... Navěky tady zůstaneme! ... Zkameněl, aby nás tvůj otec denně vídal, aby ho denně výčitky zabývali! ... Hrad zpustl. Jen zkamenělá Hanka je dodnes před ním, jako by chtěla po celé věky vyprávět o své velké, pokořené lásce. "

## Galerie obrázků

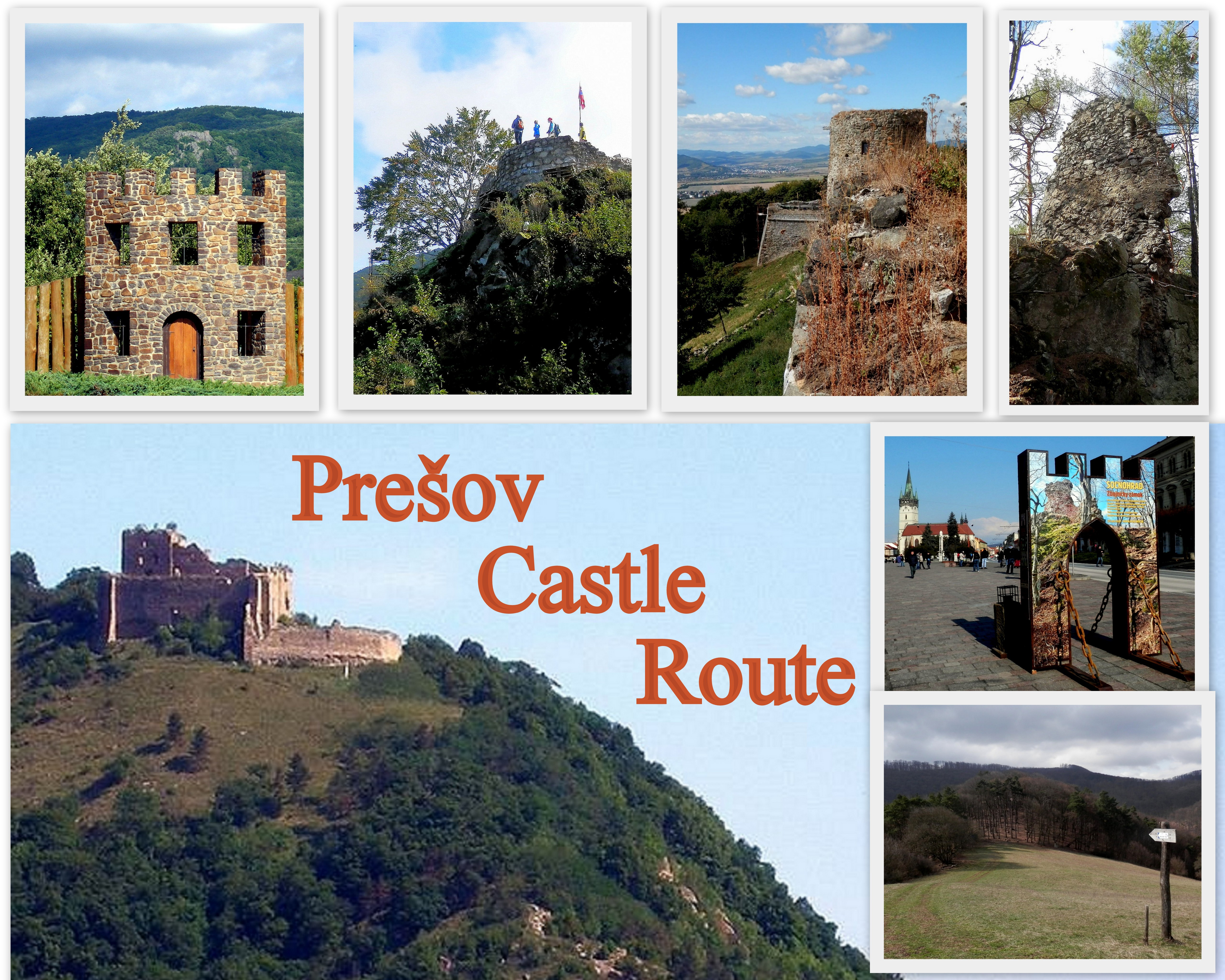
Pohlednice
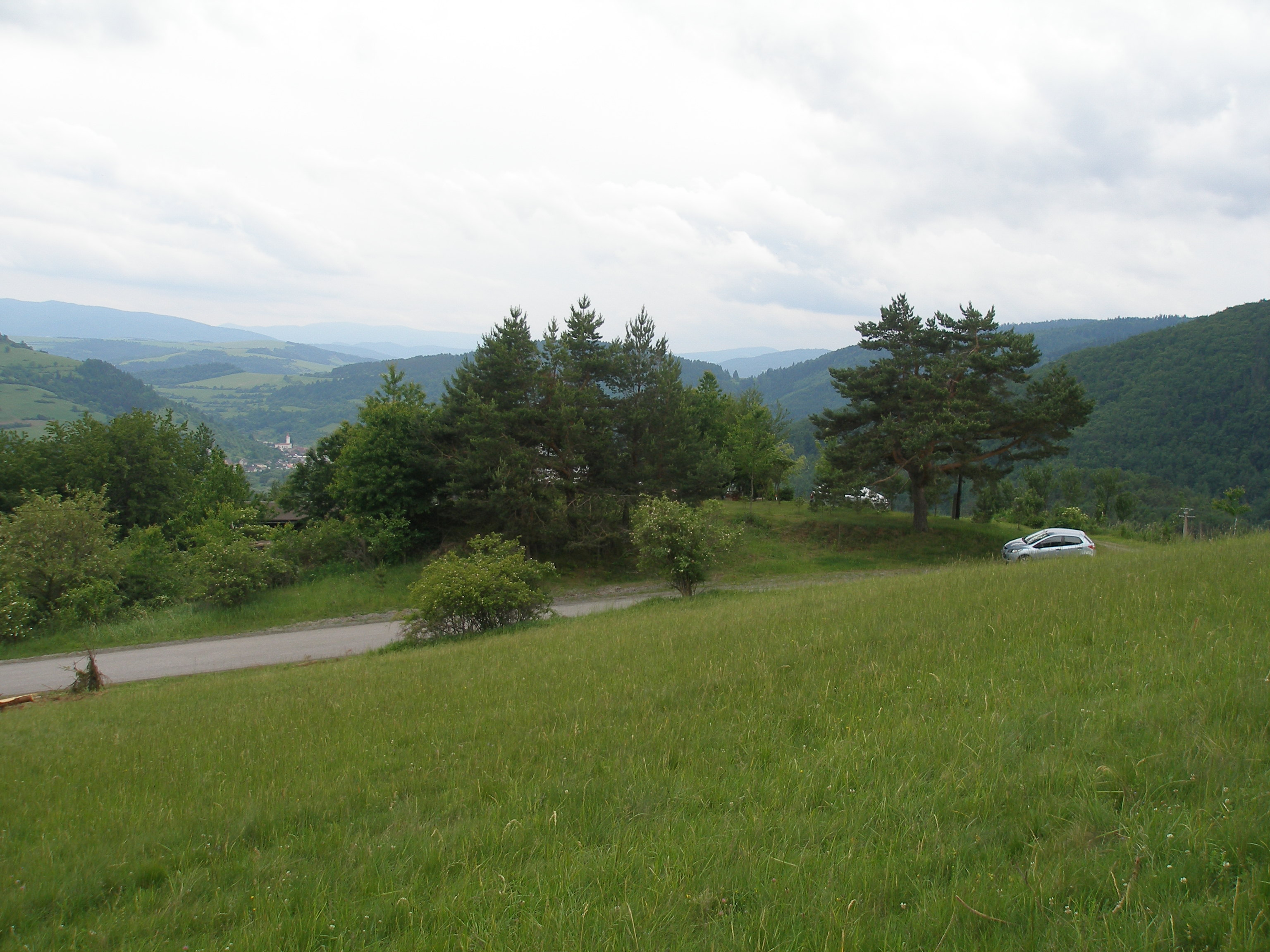
Začátek trasy
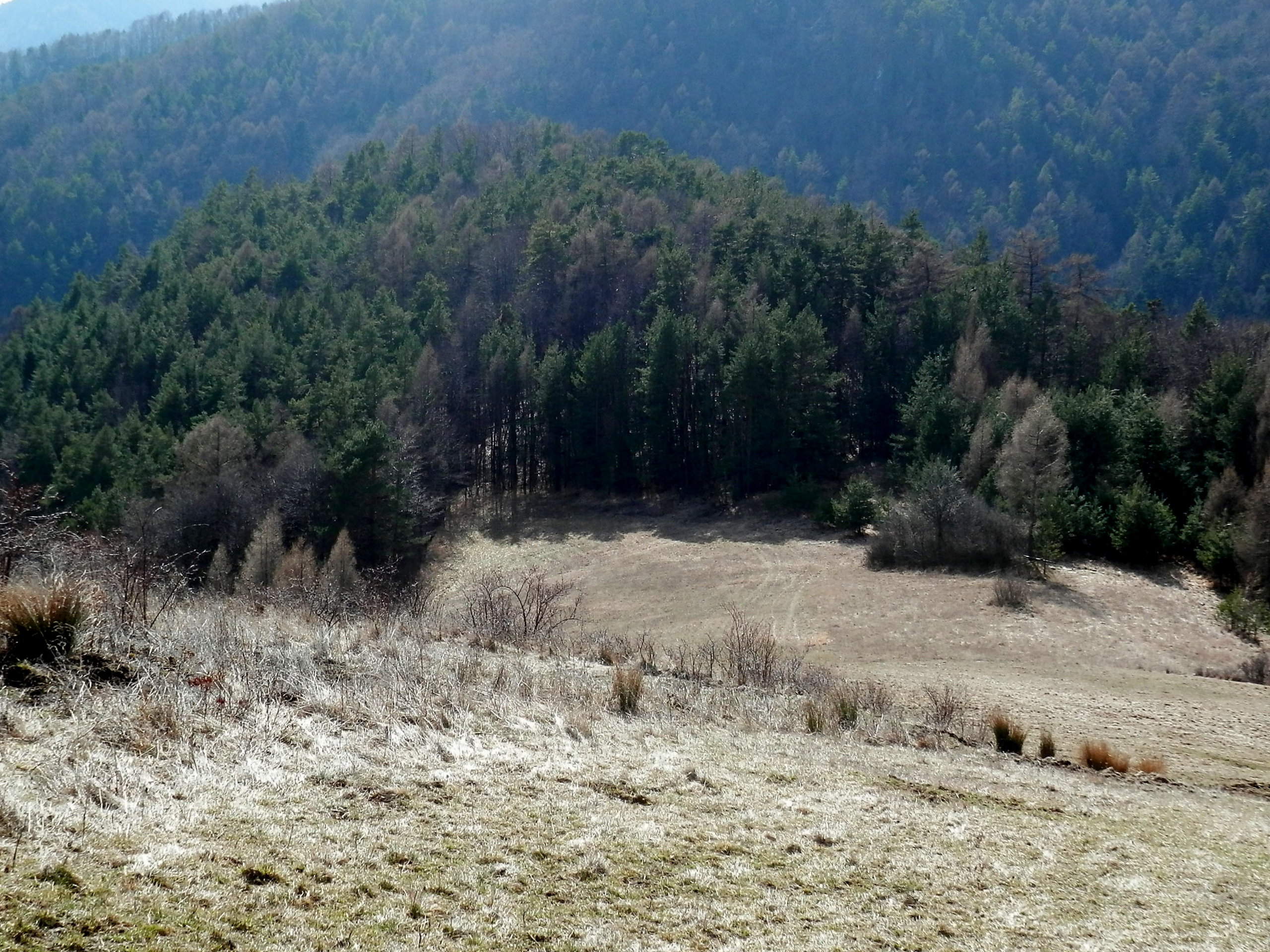
Hradní vrch
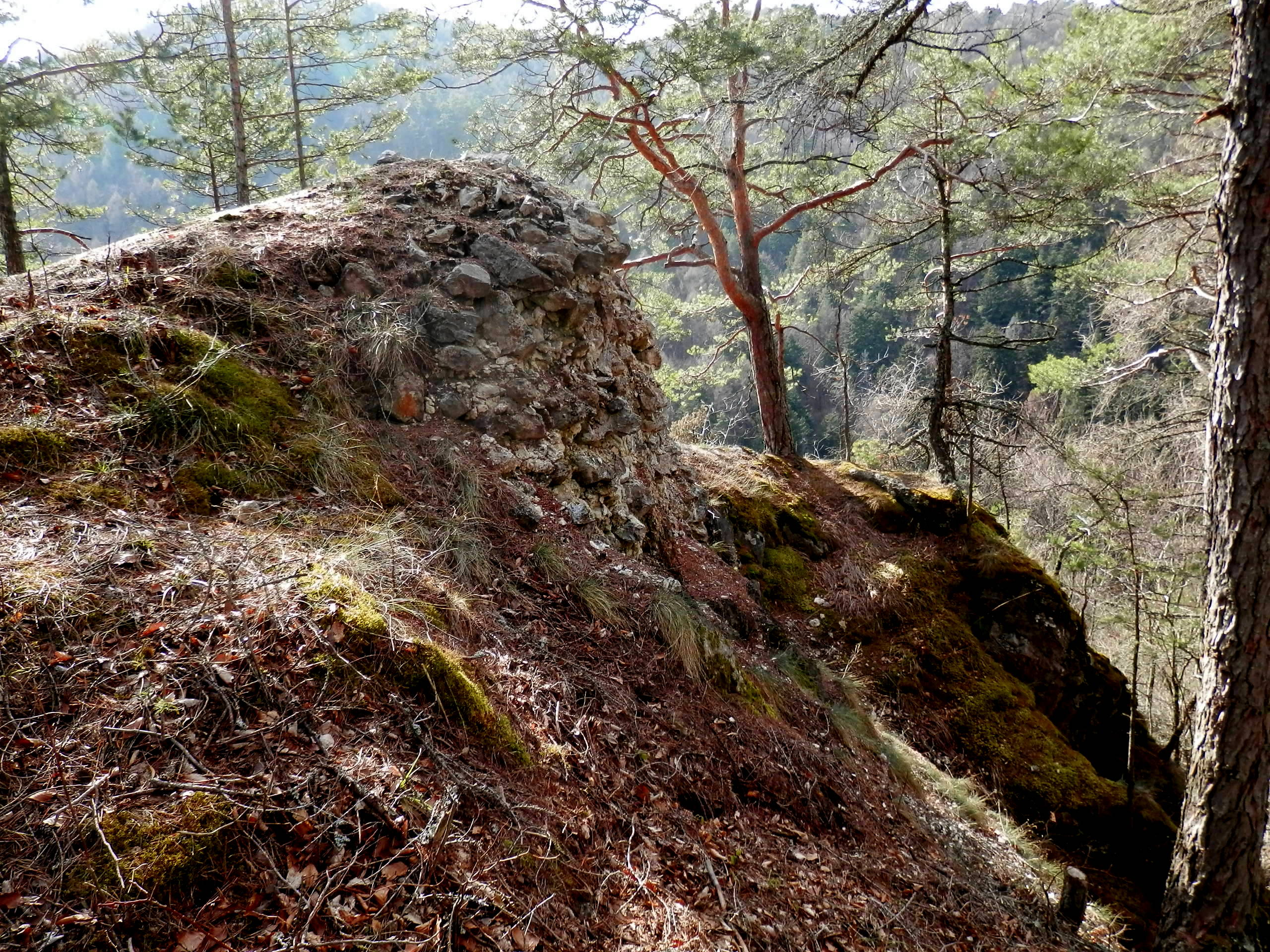
Vršek ruin hradu
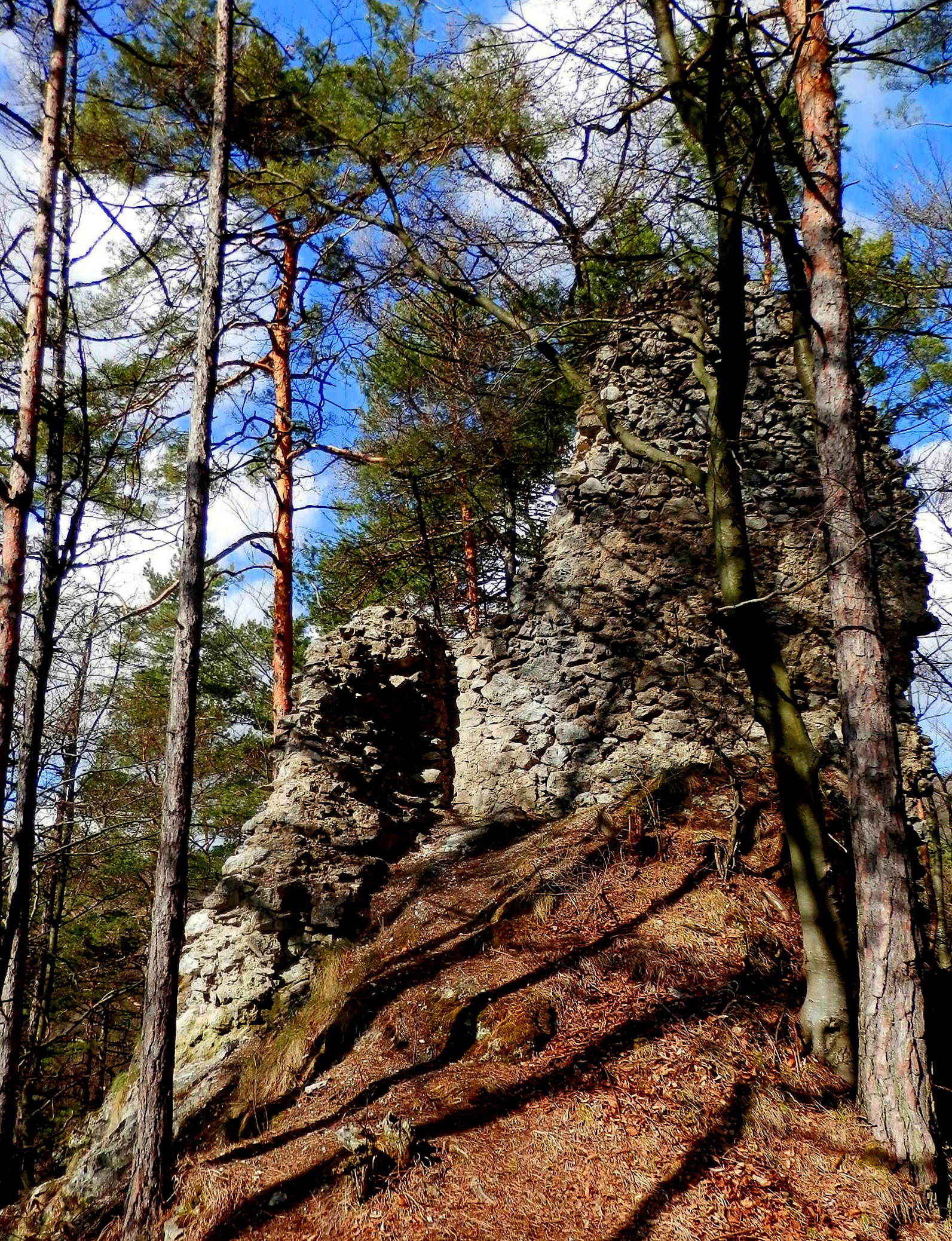
Vršek ruin hradu
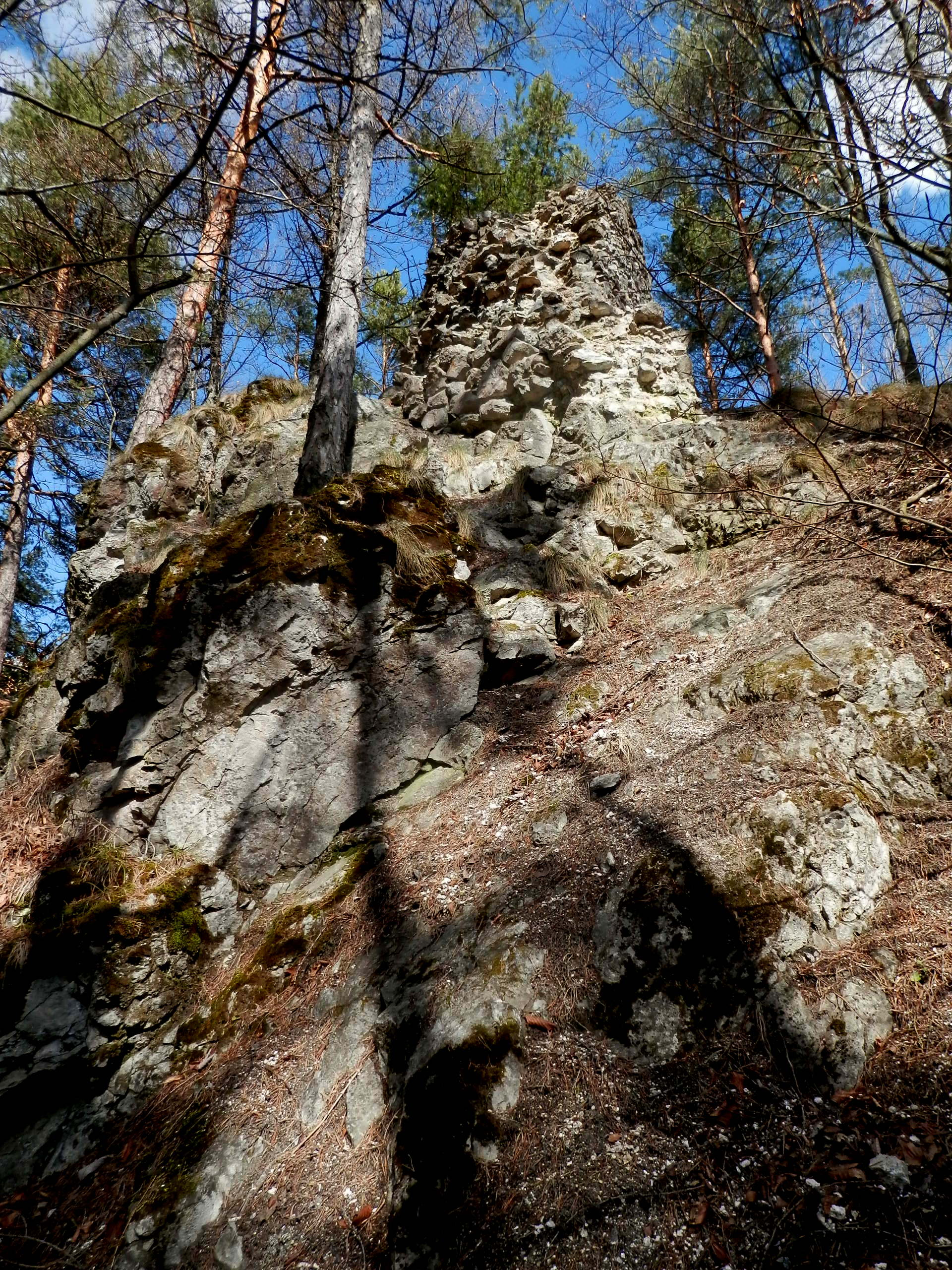
Vršek ruin hradu
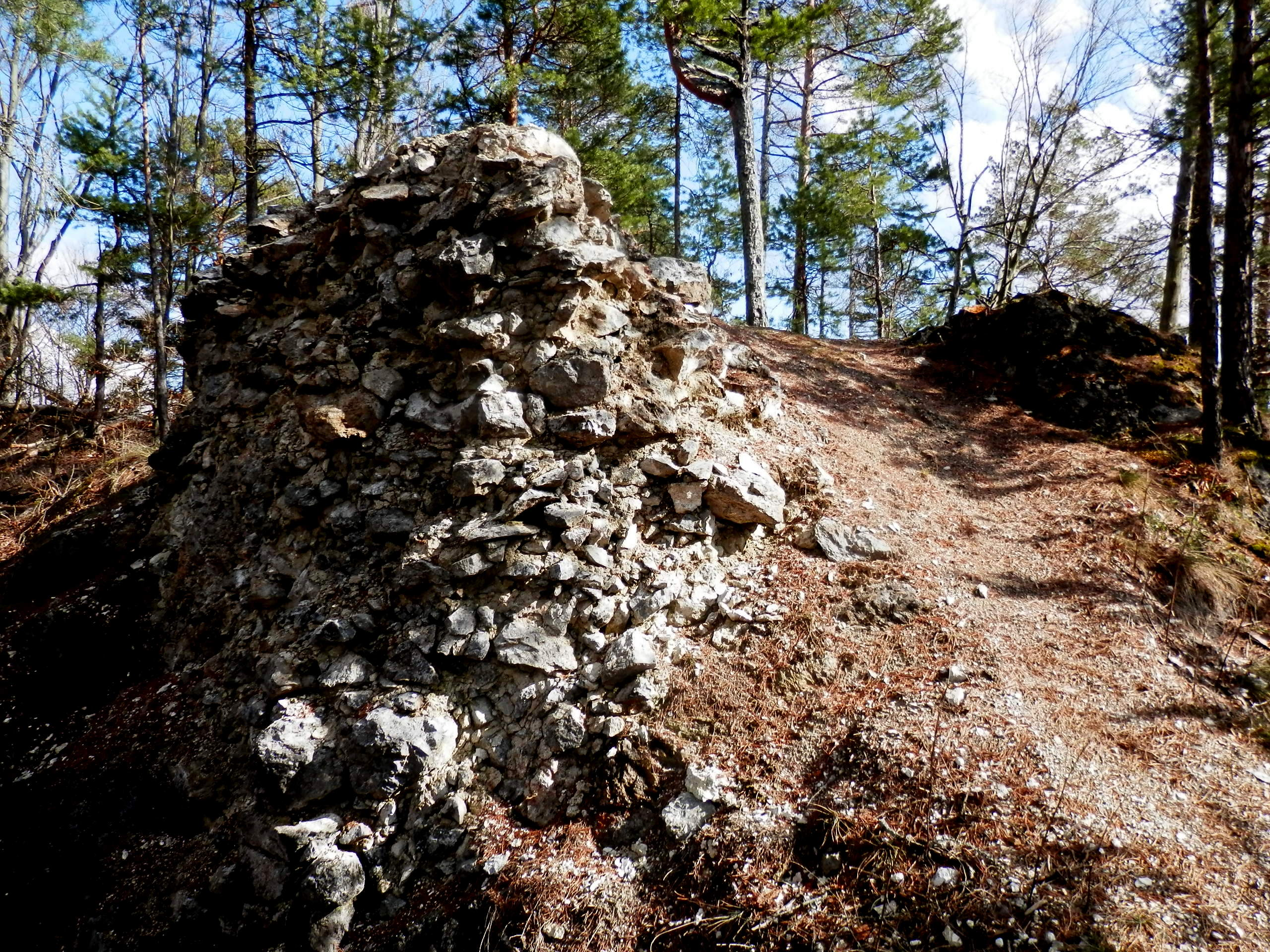
Vršek ruin hradu
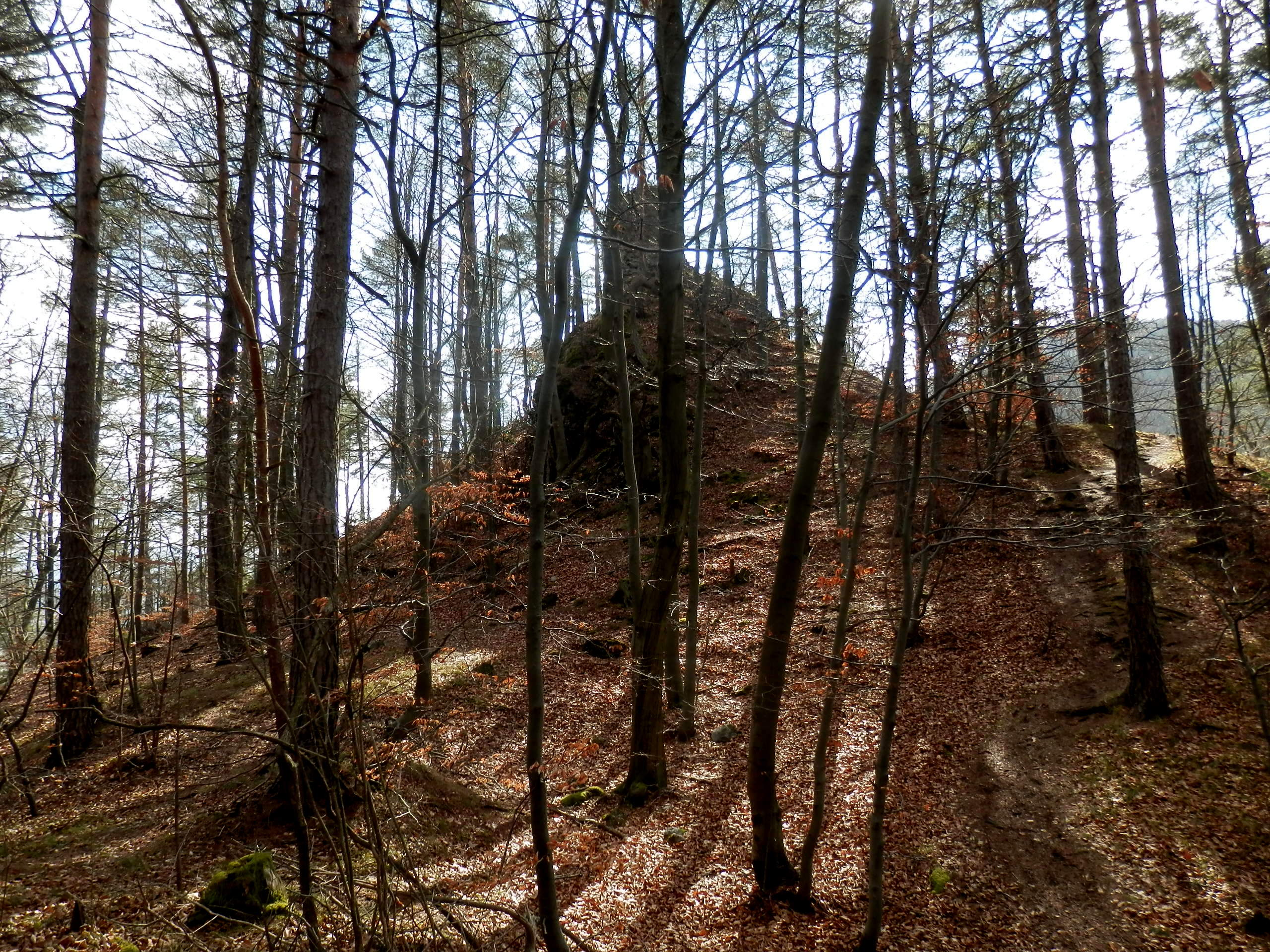
Vršek ruin hradu
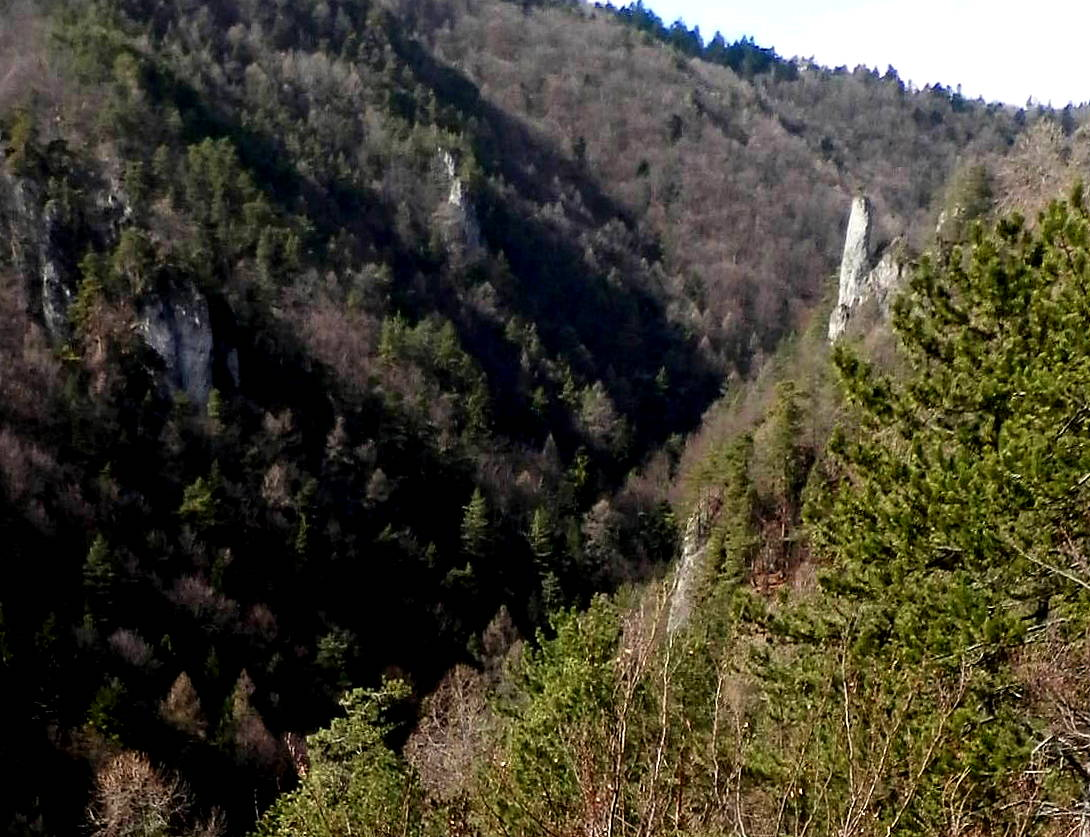
Mojžíšův sloup
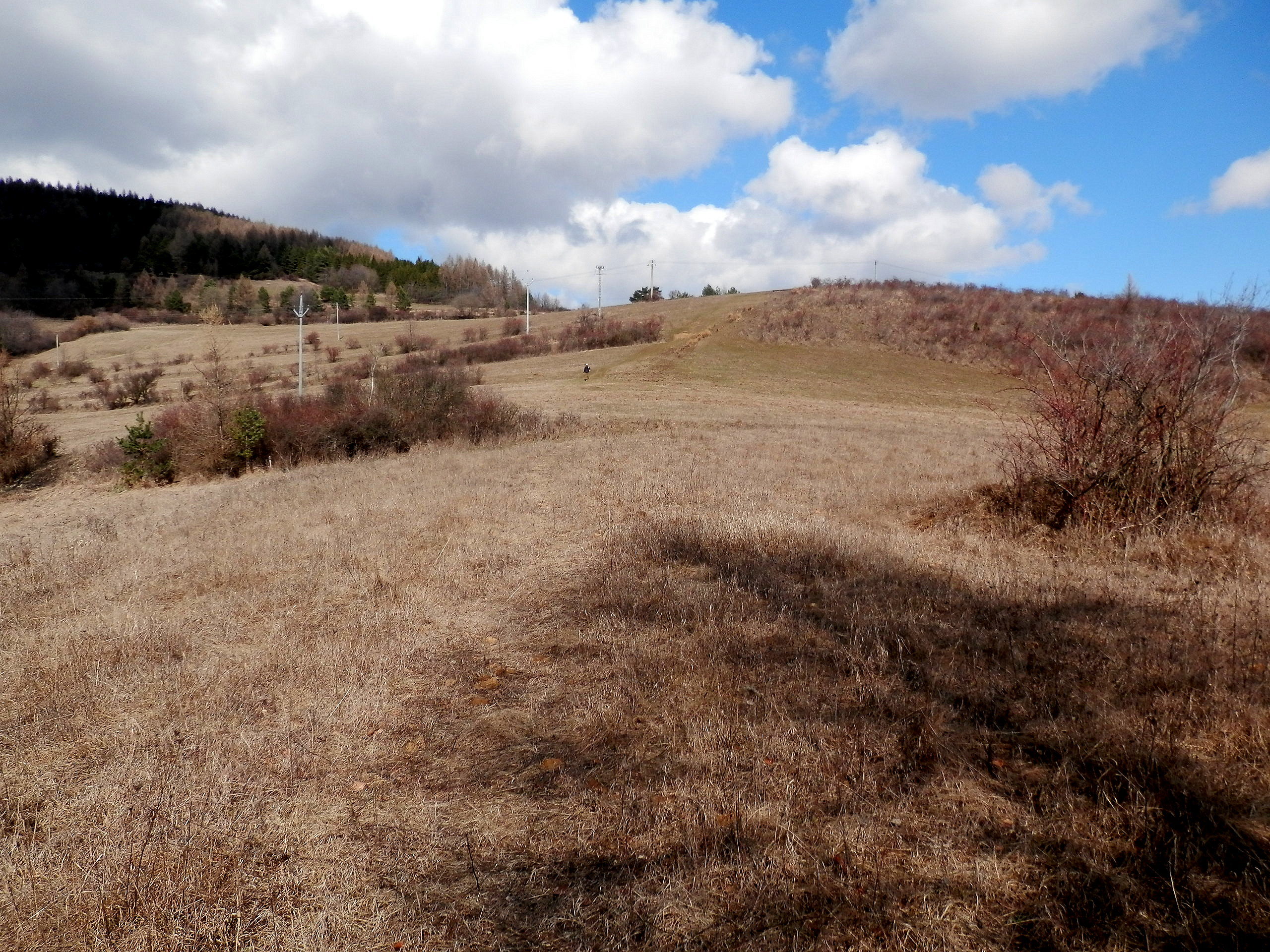
Pohled na louky nad vršekem hradu

## Okolí
Hrady v okolí:
- Kapušiansky hrad
- Kysacký hrad
- Obišovský hrad
- Šebeš
- Šarišský hrad
- Zbojnícky hrad